# Bayern (Schiff, 1939)
Die Bayern war ein Fahrgastschiff der Bayerischen Seenschifffahrt GmbH auf dem Starnberger See, das bis 2022 im Sommer dort im Liniendienst verkehrte.

## Geschichte
Der Neubau wurde von der Deggendorfer Werft durchgeführt und 1939 nach Starnberg geliefert. Die Indienststellung des Motorschiffs verzögerte sich bis 1948, weil wegen des Krieges der Ausbau nicht durchgeführt wurde und das Schiff halbfertig im Hafen von Starnberg lag.
Das Vorgängerschiff, die Bavaria, wurde aber bereits 1940 abgebrochen.
Die Bayern hatte eine Gesamtlänge von 48 Metern und eine Breite von 10,4 Metern. Sie war zugelassen für die Beförderung von 700 Personen und verfügt über 130 Innenplätze in zwei Salons mit je 65 Plätzen im Hauptdeck und im Oberdeck.
Sie wurde 2023 außer Dienst gestellt und 2024 verschrottet.

## Belege
1. ↑  Bayern - FGS - (Starnberger See). www.binnenschifferforum.de, abgerufen am 27. Januar 2017.
2. ↑  Benedikt von Hebenstreit, Geschichte der Schifffahrt, 2005 auf schiffs-agentur.ch (PDF; 118 kB)
3. ↑  Die Starnberger See Flotte - MS Bayern
4. ↑  Feuer beim Abwracken. Merkur.de, 9. April 2024, abgerufen am 21. April 2024